# Empoasca ancella
Empoasca ancella är en insektsart som beskrevs av Cunningham och Ross 1965. Empoasca ancella ingår i släktet Empoasca och familjen dvärgstritar. Inga underarter finns listade i Catalogue of Life.